# Tibes
Tibes es un barrio ubicado en el municipio de Ponce en el estado libre asociado de Puerto Rico. En el Censo de 2010 tenía una población de 804 habitantes y una densidad poblacional de 44,39 personas por km².

## Geografía
Tibes se encuentra ubicado en las coordenadas 18°5′12″N 66°38′4″O / 18.08667, -66.63444. Según la Oficina del Censo de los Estados Unidos, Tibes tiene una superficie total de 18.11 km², que corresponden a tierra firme.

## Demografía
Según el censo de 2010, había 804 personas residiendo en Tibes. La densidad de población era de 44,39 hab./km². De los 804 habitantes, Tibes estaba compuesto por el 76.99% blancos, el 8.21% eran afroamericanos, el 0.87% eran amerindios, el 11.94% eran de otras razas y el 1.99% pertenecían a dos o más razas. Del total de la población el 99.75% eran hispanos o latinos de cualquier raza.